# Radio Puls FM
Radio Puls FM – druga w historii lokalna mielecka rozgłośnia radiowa. Nadawała od 2001 do końca 2007 roku na częstotliwości 102,4 MHz. Powodem zakończenia działalności było wygaśnięcie koncesji.
Przed Radiem Puls FM częstotliwość 102,4 MHz wykorzystywała nadająca od 1995 roku lokalna stacja Hit FM. Ona również upadła. Od 2014 roku na częstotliwości 102,4 MHz w Mielcu nadaje Radio Leliwa.